# Nieulotne
Nieulotne – polsko-hiszpański dramat obyczajowy z 2013 roku w reżyserii i według scenariusza Jacka Borcucha. Zdjęcia do filmu powstały w Krakowie, Kwidzynie oraz w okolicach Requeny w hiszpańskiej prowincji Walencja.
Światowa premiera filmu miała miejsce 19 stycznia 2013 roku podczas Sundance Film Festival, w ramach którego obraz brał udział w konkursie międzynarodowym. Podczas tego festiwalu film otrzymał nagrodę za najlepsze zdjęcia. Na ekrany polskich kin obraz wszedł 8 lutego 2013.

## Opis fabuły
Nieulotne to pulsująca emocjami historia miłości Michała i Kariny, pary polskich studentów, którzy poznają się i zakochują podczas wakacyjnej pracy w słonecznej Hiszpanii. Beztroski romans zostanie przerwany przez dramatyczne wydarzenie, które na zawsze odmieni życie bohaterów.

## Obsada
- Magdalena Berus jako Karina
- Jakub Gierszał jako Michał
- Ángela Molina jako Elena
- Joanna Kulig jako Marta
- Juanjo Ballesta jako Joaquín
- Andrzej Chyra jako ojciec Kariny

i inni

## Nagrody i nominacje
Sundance Film Festival
- Nagroda za najlepsze zdjęcia – Michał Englert[5]